# Victory Bomber
Le Victory Bomber était le nom d'un projet de bombardier de la Seconde Guerre mondiale dessiné par Barnes Wallis pour la Vickers-Armstrongs Ltd. Ce prototype devait pouvoir transporter une bombe de 10 tonnes pour bombarder les sites stratégiques en Allemagne.

## Conception
L'idée d'un tel projet avait pour base la théorie que la destruction ciblée des usines allemandes d'armement suffirait à stopper l'effort de guerre de ce pays. En conséquence, Wallis dessina un bombardier « autour » de cette bombe qui était au-delà des capacités d'emport des appareils de la Royal Air Force.

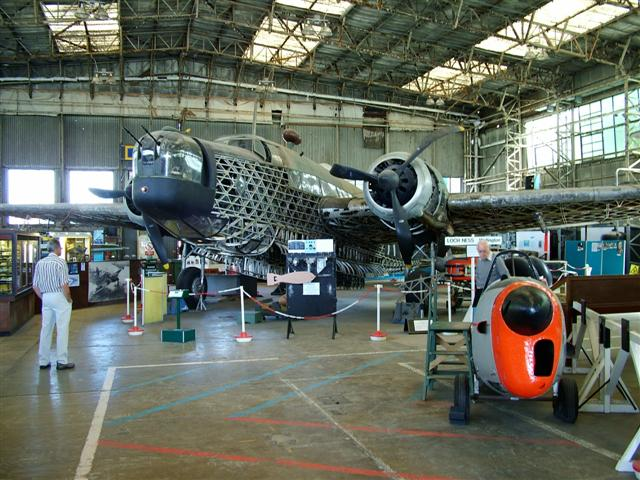
Un écorché d'un Vickers Wellington permettant de voir sa structure tubulaire géodésique.

Wallis était un expert en construction aéronautique géodésique. il réutilisa la structure du Vickers Wellington pour la construction du Victory Bomber. Son cahier des charges prévoyait un bombardier de haute altitude de 50 tonnes qui devait voler à 10 000 mètres pour donner à la bombe un effet de pénétration, le tout à une vitesse moyenne de l'appareil de 566 km/h sur 14 000 km.
Comme l'appareil devait transporter 10 tonnes de charge, l'armement défensif prévu était minimal. En effet, Wallis misa sur la vitesse et l'altitude de croisière de l'appareil pour se protéger, rajoutant au moins une tourelle quadritubes de 7,7 mm en bout de queue contre des chasseurs ennemis qui pourraient essayer de le rattraper. Le bombardier devait gagner son altitude d'attaque au-dessus de l'Angleterre où il serait protégé par la chasse alliée. Du fait de cette altitude, la cabine de l'équipage était pressurisée.
La limitation d'emport du « Victory Bomber » à une seule bombe ne fut pas bien accueilli par le Air Ministry qui demanda plus de flexibilité. Vu le peu de soutien apporté à ce projet, il fut abandonné en 1942. Cependant, le concept de bombe à forte pénétration prospéra, notamment avec la bombe Tallboy de 6 tonnes (1944) et avec l'énorme Grand Slam de 11 tonnes (1945). Le transport d'une telle charge nécessita d'améliorer le bombardier Avro Lancaster choisi pour cette mission.
Les Britanniques conçurent plusieurs projets de bombardiers de haute altitude de 75 et 100 tonnes mais aucun ne fut porté à terme.

## Avions comparables
- Vickers Windsor